# Scuderia Italia
Scuderia Italia is een voormalig Italiaans Formule 1-team, daarin uitkomend van 1988 tot en met 1993.
Scuderia Italia werd in 1987 opgericht door staalfabrikant Beppe Lucchini. Lucchini was al sinds de jaren zeventig actief in de autosport en was in 1987 eigenaar van een Alfa Romeo-team in het WTCC. Toen Alfa Romeo zich terugtrok richtte Lucchini zich op Formule 1. Hij benaderde de Italiaanse chassisbouwer Giampaolo Dallara die samen met ontwerper Sergio Rinland een wagen bouwde die gereden werd door Alex Caffi. De auto's van Scuderia Italia kwamen uit onder de naam Dallara, dit zou zo blijven tot 1993. Caffi behaalde geen punten in zijn eerste seizoen.
Andrea de Cesaris werd de tweede coureur naast Caffi in 1989. Rinland vertrok naar Brabham en Dallara werd medeontwerper van de nieuwe auto. Het werd het beste seizoen van het team met een derde (de Cesaris in Canada) en een vierde plaats (Caffi in Monaco). Het team had echter te kampen met een leegloop, waardoor de F190 (voor het seizoen 1990) slechts een doorontwikkeling van de wagen van 1989 was. Het succes kon dan ook niet worden doorgezet door De Cesaris, Emanuele Pirro en Gianni Morbidelli.
In 1991 kreeg Scuderia Italia de beschikking over Judd-motoren en de nieuwe coureur JJ Lehto werd derde in San Marino. Verder scoorde Pirro nog een punt in Monaco. Lucchini wist voor 1992 een deal te maken met Ferrari voor het leveren van motoren aan het team. Het werd een teleurstellend seizoen en Lehto en zijn nieuwe teamgenoot Pierluigi Martini konden maar 2 punten scoren. De onderlinge verhoudingen tussen Dallara en Ferrari werden in de loop van het seizoen steeds slechter. 
Lucchini besloot daarom Dallara te verlaten. Hij maakte een deal met een andere chassisbouwer, Lola, en behield de Ferrari-motoren. Ook verdween de Marlboro-reclame en kwam Chesterfield daarvoor in de plaats. Met een compleet nieuwe look, een nieuwe naam (Lola) en nieuwe coureurs (Michele Alboreto en Luca Badoer) ging Scuderia Italia het seizoen 1993 in. Het werd een complete mislukking door een slecht chassis, Alboreto en Badoer reden het hele seizoen achteraan en pakten geen punten. Heel even stond het team in de spotlights toen de FIA vlak voor de Grand Prix van Canada alle elektronische hulpmiddelen in de auto's verbood. Aangezien Scuderia Italia het enige team was dat nog zover achterliep dat het dit soort spullen niet had, waren de wagens van Alboreto en Badoer de enige legale in Canada. Uiteindelijk bond de FIA in en werden de elektronische hulpmiddelen pas in 1994 verboden.
Scuderia Italia fuseerde eind 1994 met Minardi waarmee de naam uit de Formule 1 verdween.